# Tore non commutatif
Le tore non commutatif associé au nombre irrationnel {\displaystyle \theta } est la C*-algèbre universelle engendrée par deux unitaires {\displaystyle U} et {\displaystyle V} qui vérifient :
C'est un exemple fondamental de géométrie non commutative.

## Référence
(en) J. C. Varilly, An Introduction to Noncommutative Geometry, EMS, 2006